# Charles Williams, Baron Williams of Elvel

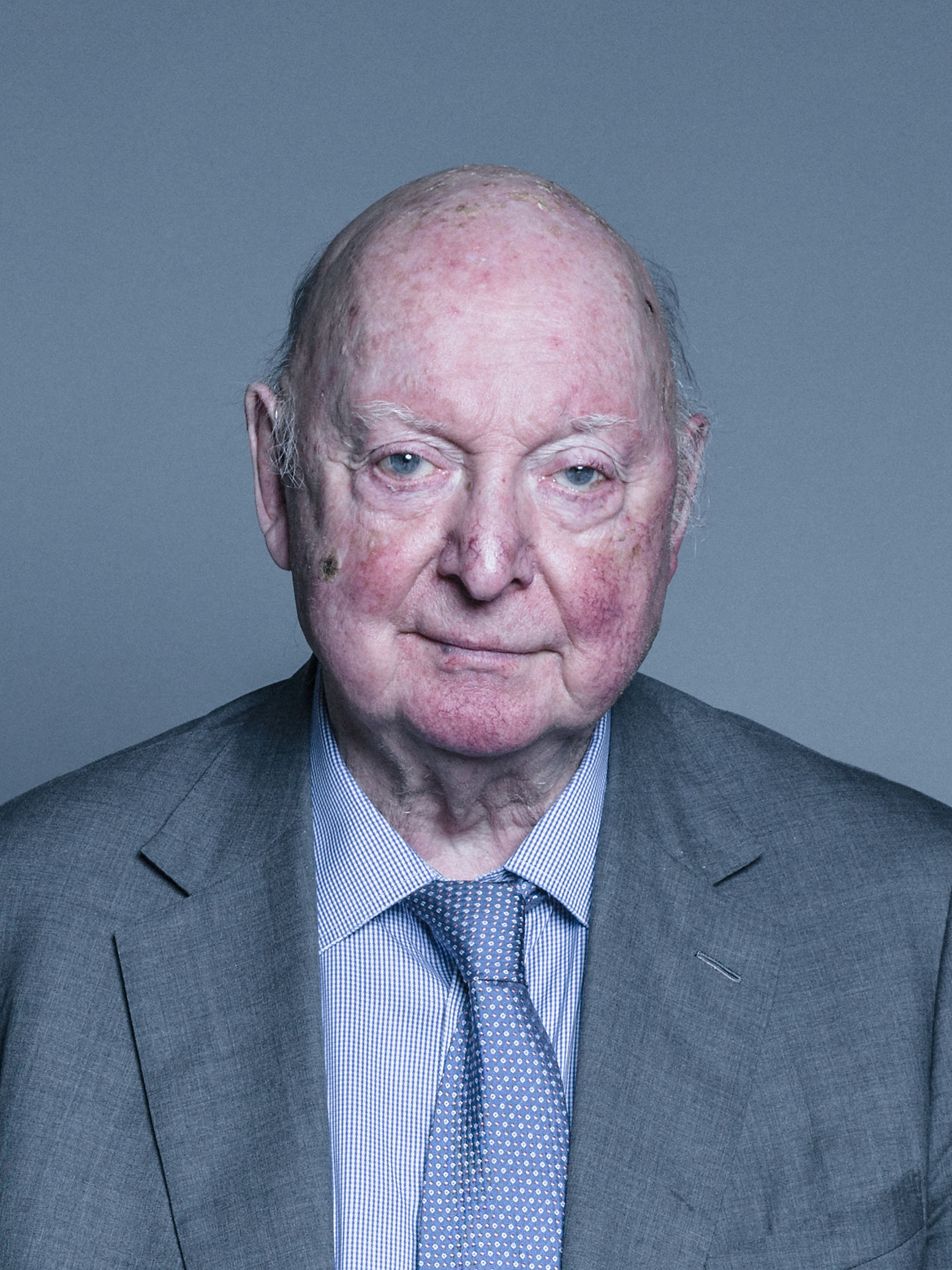
Charles Williams, Baron Williams of Elvel (2017)

Charles Cuthbert Powell Williams, Baron Williams of Elvel CBE (* 9. Februar 1933; † 30. Dezember 2019) war ein britischer Manager, Life Peer und biografischer Autor.

## Karriere
Der Sohn von N. P. Williams und Muriel de Lérisson Cazenove besuchte die Westminster School und studierte am Christ Church College in Oxford, wo er einen Bachelor of Arts in Literae humaniores 1955 und einen Master of Arts erhielt. Später studierte er an der London School of Economics. das Studium schloss er 1964 mit einem Bachelor of Science  ab. Zwischen 1955 und 1957 diente er als Subaltern im Hauptquartier des King’s Royal Rifle Corps in Winchester und im 1. Bataillon in Derna in Libyen.
Williams arbeitete für die British Petroleum Co. Ltd von 1958 bis 1964. Von 1964 bis 1966 war er persönlicher Assistent des Managers der Guatemala-Abteilung der Bank of London and Montreal und von 1966 bis 1970 war er Manager of mergers and acquisitions of Eurofinance SA Paris. Für Baring Bros & Co. Ltd arbeitete er von 1970 bis 1977, als Managing director ab 1971. Von 1977 bis 1979 war er Vorsitzender der Preiskommission und von 1985 bis 1992 Direktor der Mirror Group Newspapers plc. Zwischen 1979 und 1982 war er Managing director von Henry Ansbacher & Co. Ltd und zwischen 1982 und 1985 von Henry Ansbacher Holdings.
Von 1988 bis 1990 war Williams Vorsitzender der Academy of St Martin-in-the-Fields und von 1989 bis 1999 busby trustee der Westminster School. Für die Kampagne zum Schutz von Rural Wales (CPRW) fungierte er von 1989 bis 1995 als Präsident. Ab bzw. nach 1995 war er Vizepräsident und Präsident der Radnor-Sparte. 1980 wurde er zum Commander of the Order of the British Empire (CBE) ernannt.
Am 22. Mai 1985 wurde er als Baron Williams of Elvel, of Llansantffraed in Elvel in the County of Powys, zum Life Peer erhoben. Er saß für die Labour Party im House of Lords.
Er spielte 87 First-Class Spiele im Cricket, 40 davon für Essex County Cricket Club.
Williams war auch der Verfasser mehrerer Biografien.

## Familie
Seit 1975 war er mit Jane Gillian Portal verheiratet. Er hatte einen Stiefsohn, den anglikanischen Erzbischof von Canterbury, Justin Welby.

## Werke (Auswahl)
- The Last Great Frenchman: a life of General de Gaulle (1993)
- Bradman: an Australian Hero (1996)
- Adenauer: the Father of the New Germany (2000)
- Pétain (2005)